# Szalówka
Szalówka – potok, lewostronny dopływ Bieśninki o długości 9,03 km i powierzchni zlewni 7,72 km².
Potok płynie przez gminę Łużną w powiecie gorlickim, w województwie małopolskim. Jego źródła znajdują się na Bieśniku w pobliżu szczytu Zielonej Góry. Następnie potok przepływa przez Bieśnik, Szalową i Łużną, gdzie uchodzi do Bieśninki. Głównym dopływem jest Bieśnik.